# Hélène Bertaux

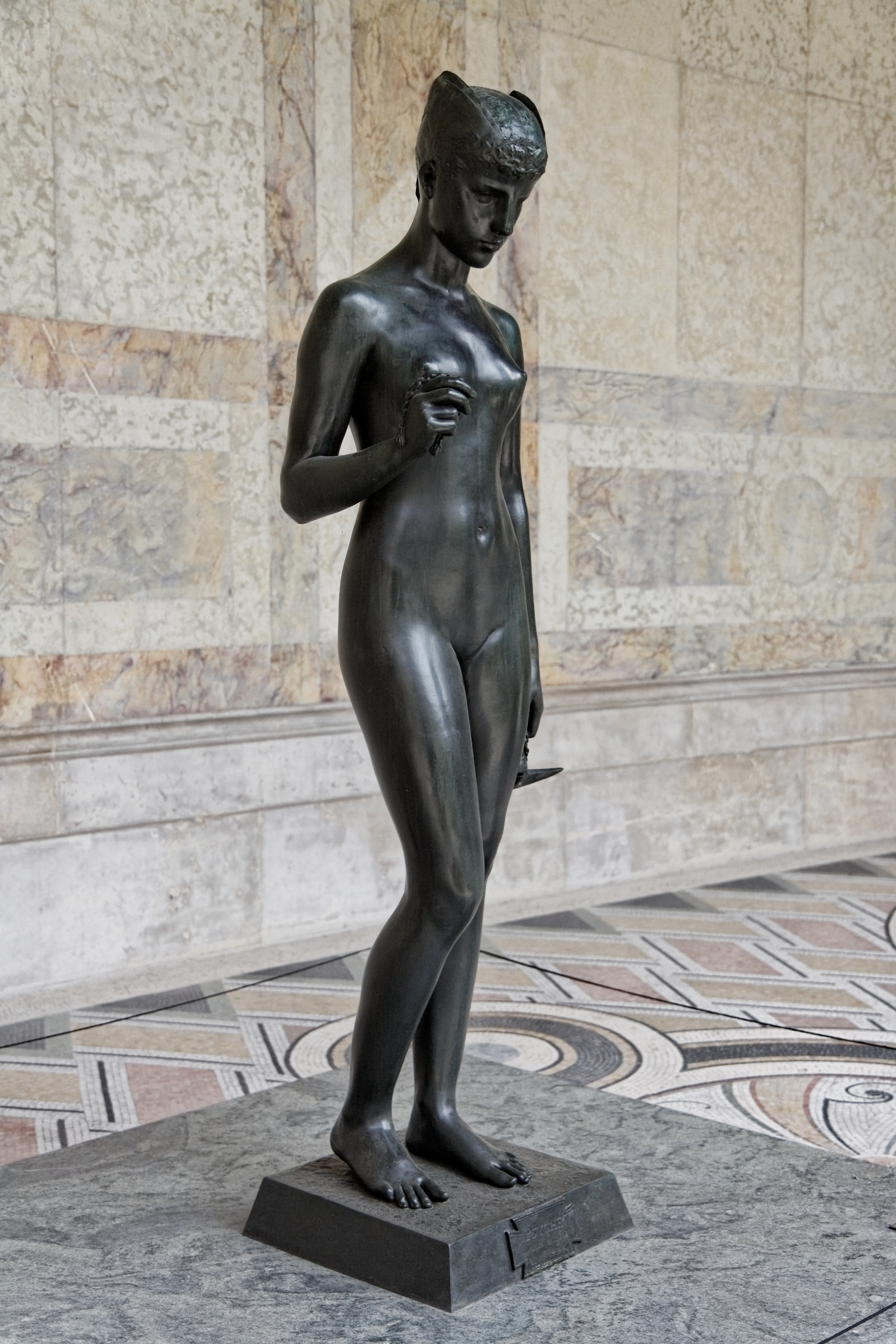
Psyche pogrążona w tajemnicy dzieło, które zapewniło H. Bertaux złoty medal pierwszej klasy na Wystawie Powszechnej w 1889 roku.

Hélène Bertaux ur. jako Joséphine Charlotte Hélène Pilate (ur. 4 lipca 1825 w Paryżu, zm. 20 kwietnia 1909 w Saint-Michel-de-Chavaignes, departament Sarthe) – francuska rzeźbiarka i sufrażystka. Walczyła o prawo kobiet do studiowania w uczelniach artystycznych.

## Życiorys
Od dwunastego roku życia uczyła się rzeźby w warsztacie Pierre'a Héberta, a potem u Augustina Dumonta (1801-1884) zdobywcy Grand Prix de Rome w dziedzinie rzeźby z 1823 i profesora Szkoły Sztuk Pięknych od 1864. Jej bratem był rzeźbiarz Pierre-Eugène-Émile Hébert. W 1849 roku zadebiutowała portretem pod pseudonimem Allélit (jej pierwszym mężem był Augustin-François Allélit). Od 1854 podpisywała się jako Madame Léon Bertaux, nazwiskiem drugiego męża Léona Bertaux, który również był rzeźbiarzem.
W 1863 wystawiła w Salonie dużą płaskorzeźbę z brązu zatytułowaną Wniebowzięcie Marii (Vannes, muzeum Cohue), za którą otrzymała wyróżnienie. W 1864 stworzyła akt przedstawiający młodego galijskiego jeńca Jeune gaulois Prisonnier (Nantes, Muzeum Sztuk Pięknych). Kobiety nie miały wtedy możliwości studiowania aktów i anatomii. Akt ten jest jednym z najstarszych aktów męskich, wyrzeźbionych przez kobietę. Dzięki tej pracy, za którą zdobyła swój pierwszy medal na Salonie, dała się poznać jako prawdziwa profesjonalna rzeźbiarka.
W 1873 wystawiła Młodą dziewczynę w kąpieli (Jeune fille au bain, Chalon-sur-Saône, muzeum Vivant-Denon), rzeźba została nagrodzona medalem I klasy przez Wydział Oświaty Publicznej i Sztuk Pięknych.
Jej rzeźba Psyche pogrążona w tajemnicy (Psyché sous l'empire du mystère, Sète, muzeum Paula Valéry'ego) została wystawiona na Wystawie Światowej w Paryżu w 1889, gdzie otrzymała złoty medal I klasy (jako pierwsza kobieta-rzeźbiarka).
XIX wieku otrzymała liczne zamówienia monumentalne, m.in. na fontannę dla miasta Amiens (rzeźba była największą jak dotąd rzeźbą wykonaną przez kobietę), na dwie płaskorzeźby do dekoracji zewnętrznej Luwru, na trzy figury do neogotyckiego kościoła Saint-Laurent w Paryżu, na dwa popiersia dla Opéry Garnier i wreszcie na alegorię rzeźby zamówioną przez Ministerstwo Sztuk Pięknych na elewację w Grenoble.
Brała czynny udział w wielkiej Międzynarodowej Wystawie w Chicago w 1893 roku.
Uczennicą Bertaux była Tola Certowicz, która po powrocie do Polski z Paryża, postanowiła wzorem swojej nauczycielki założyć w Krakowie Szkołę Sztuk Pięknych dla Kobiet, które chciały zostać rzeźbiarkami.
W 1890 i 1892 zgłosiła się do Instytutu z prośbą o przyznanie jej tytułu profesora. Pomimo posiadania odznaczeń i tytułów Oficera Akademii i Oficera Nauczania Publicznego nie wyrażono zgody na jej prośby.
W 1896 została członkinią jury rzeźby Salonu des Artistes Français, jako jedyna kobieta.
Zmarła w wieku 83 lat w Saint-Michel-de-Chavaignes, w Château de Lassay, XV-wiecznym zamku, który kupiła w 1897 roku. Została pochowana na cmentarzu Saint-Michel-de-Chavaignes.
Historyczka sztuki Ellen Thormann napisała o niej w 1993 roku: „Rzeźbiarka Helene Bertaux (1825-1909) jest najbardziej wpływową i odnoszącą sukcesy osobowością we wdrażaniu praw kobiet w sztukach wizualnych”.
W 2023 jej rzeźba Psyche pogrążona w tajemnicy została zaprezentowana na wystawie Bez gorsetu. Camille Claudel i polskie rzeźbiarki XIX wieku w Muzeum Narodowym w Warszawie (kuratorka dr Ewa Ziembińska).

## Starania o prawo do studiowania kobiet w École des Beaux-Arts w Paryżu

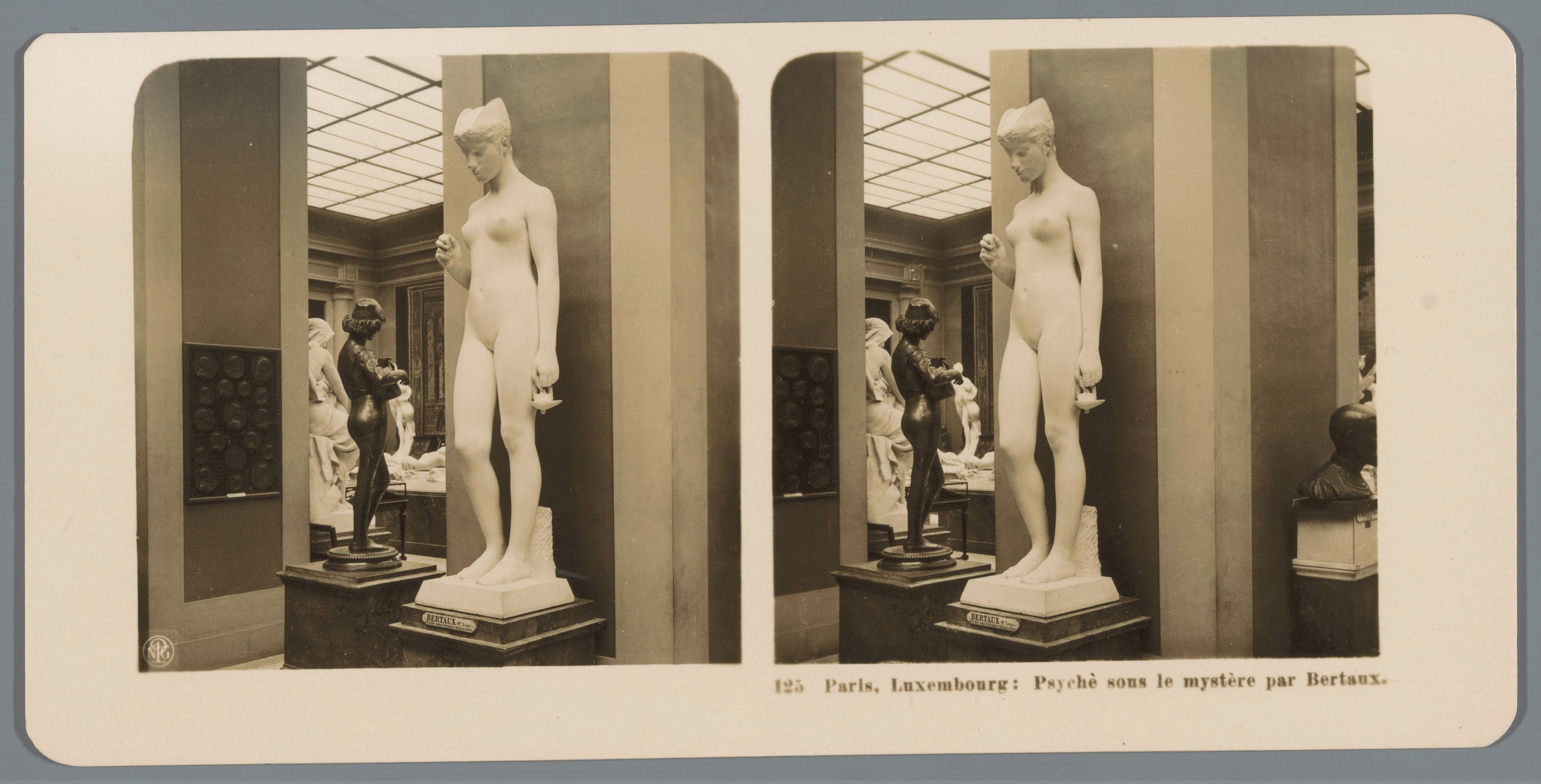
Rzeźba Psyche w Muzeum Luxembourg w Paryżu

W czasach Bertaux kobiety były postrzegane jedynie jako modelki, a nie samodzielne artystki. Szkoły sztuk pięknych były dla nich zamknięte, odmawiano im posiadania talentu, z czym nie zgadzała się Bertaux. W 1873 otworzyła pierwszą prywatną pracownię rzeźby i rysunku dla kobiet (przy rue du Faubourg-Saint-Honoré 223). W 1880 otworzyła szkołę dla kobiet (przy 147 avenue de Villiers), a w 1881 roku założyła Związek Kobiet Malarek i Rzeźbiarek (Union des femmes Peintres et Sculpteurs), którego była pierwszą prezeską do 1894 r. Dzięki związkowi wiele kobiet artystek miało okazję pokazać swoje prace na organizowanych tam wystawach. Opowiadała się za przyjmowaniem kobiet do „Ecole des Beaux-Arts”. W 1889 napisała wniosek o utworzenie osobnej, odrębnej dla kobiet klasy. W grudniu 1889 roku jej wniosek poparło zgromadzenie Związku Malarzy. W 1890 roku akademia odpisała, informując, że z powodów finansowych nie jest to możliwe. W 1896 roku kobiety mogły korzystać z biblioteki i uczęszczać na niektóre wykłady (perspektywa, historia sztuki, anatomia). 

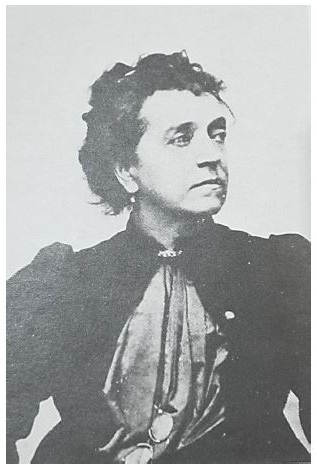
Hélène Bertaux, 1889

Dzięki staraniom Hélène Bertaux w kolejnym roku kobiety otrzymały pozwolenie na zdawanie egzaminów wstępnych do Państwowej Szkoły Sztuk Pięknych (École des Beaux-Arts) w Paryżu oraz na pracę specjalnie dla nich zorganizowanych kursach malarstwa i rzeźby. Przyjęcie kobiet wywołało protesty uliczne studentów, którzy przestraszali się konkurencji. W wyniku tych protestów zamknięto akademię, ale ponowne otwarcie nie wykluczyło już kobiet. Od 1903 kobiety-artystki mogły brać udział w Prix de Rome.